# Franz Anton Bustelli

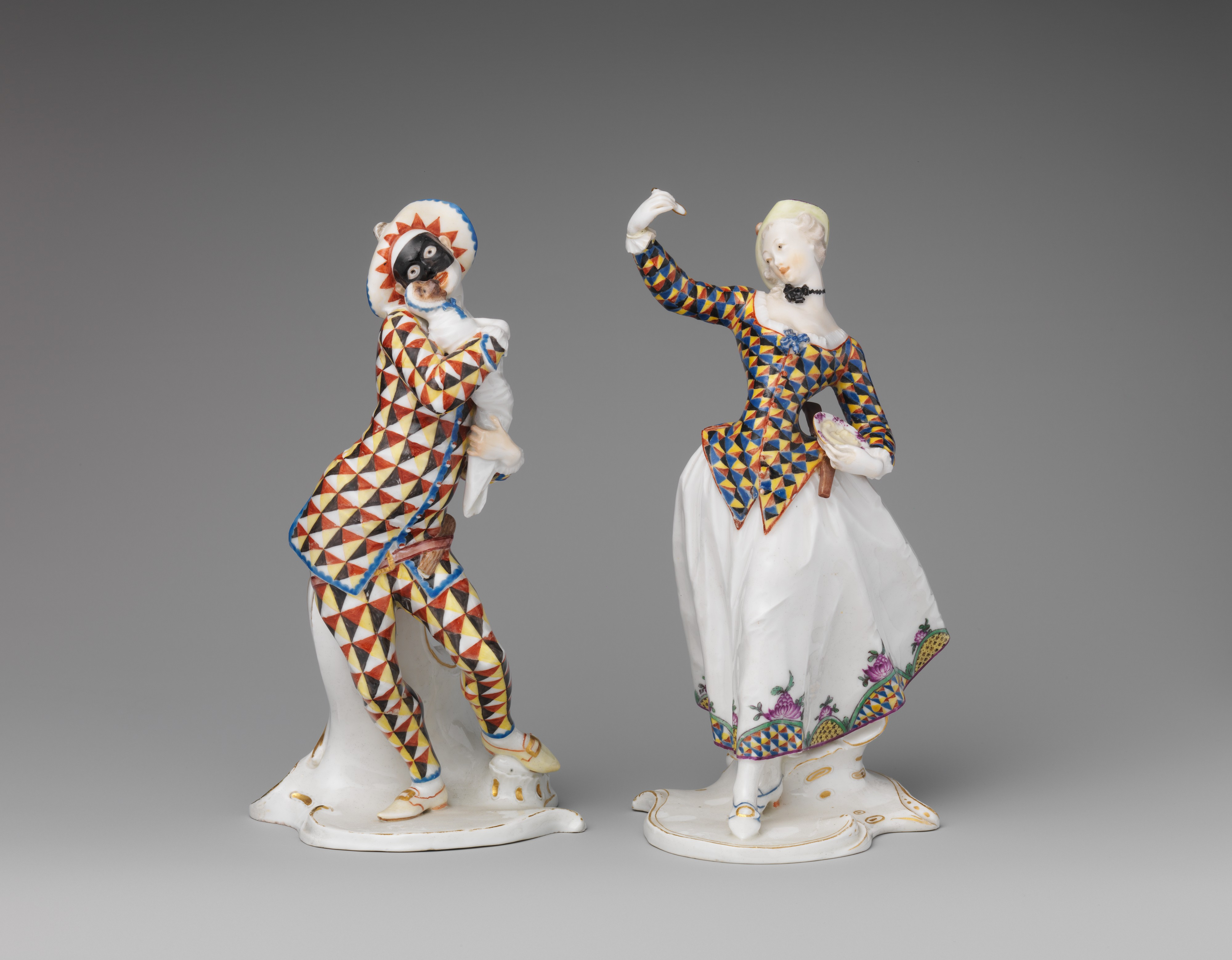
Arlekin i Arlekina, Metropolitan Museum of Art

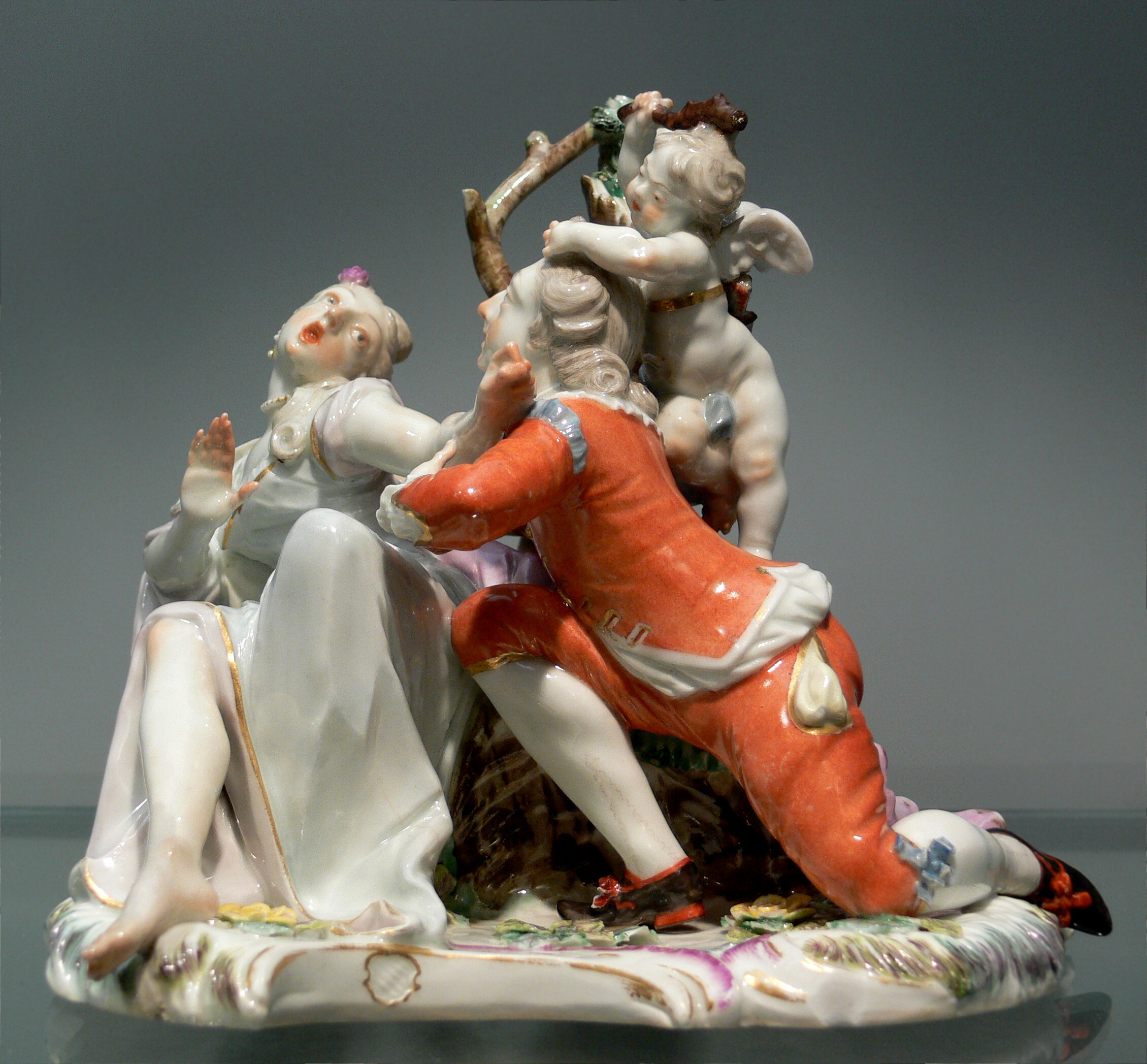
Uderzający Galant, Bawarskie Muzeum Narodowe

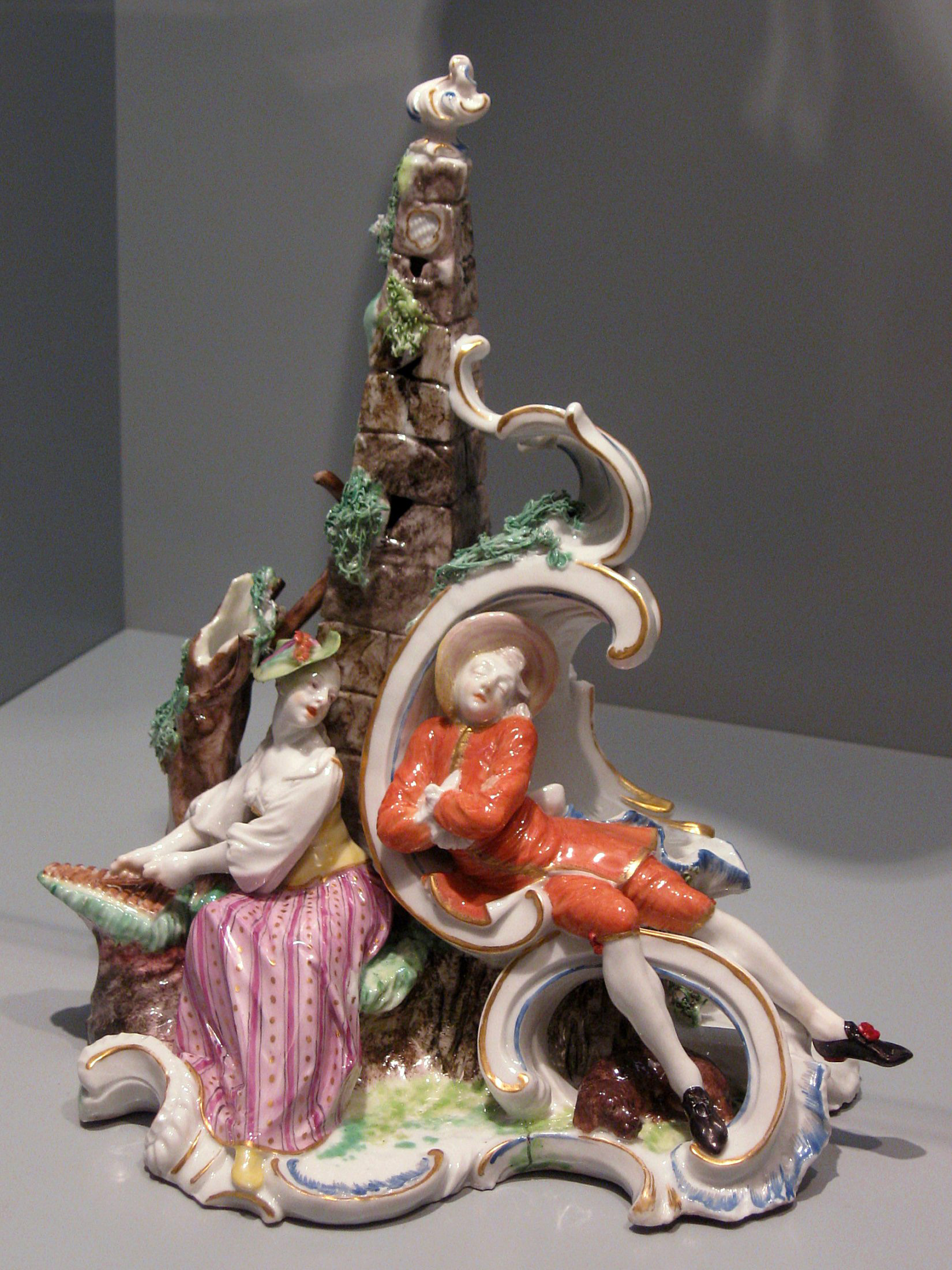
Niepokojony Śpioch, Bawarskie Muzeum Narodowe

Franz Anton Bustelli (ur. 1723? w Locarno, zm. w kwietniu 1763 w Monachium) – niemiecki modeler porcelany pochodzenia szwajcarskiego, związany z manufakturą w Nymphenburgu.

## Życiorys i twórczość
Niewiele wiadomo o jego wczesnym życiu, być może początki nauki otrzymał we Włoszech. W listopadzie 1754 roku został zatrudniony przez nymphenburską manufakturę (wówczas znajdującą się jeszcze w Neudecku) i do momentu swojej śmierci „wyprodukował jedną z najniezwyklejszych serii porcelanowych figur jakie kiedykolwiek były modelowane”. Najpierw byli to bogowie Owidiusza, później nagie putta z różnymi klasycznymi atrybutami, następnie zaś seria sprzedawców ulicznych. Te wczesne prace pozostają pod dużym wpływem ówczesnej rzeźby w drewnie i nie oddają w pełni rokokowego stylu charakterystycznego dla późniejszych dzieł Bustellego. Generalnie jego porcelanowe figury zdają się kontynuować tradycje południowoniemieckiego rokoka, z jego figurami o tematyce religijnej pozostającymi pod bezpośrednim wpływem południowoniemieckiej rzeźby kościelnej.
Najważniejszy okres jego aktywności rozpoczął się wraz z serią figur chińskich i tureckich, których bogate i ściśle oplecione podstawy odgrywały istotną rolę w całości dzieła. Ten fenomen odgrywa także istotną rolę w grupach takich jak Niepokojony Śpioch (zobacz ilustracja) czy Kochankowie pośród Ruin, gdzie postacie odgrywają niemal pomocniczą rolę w stosunku do ich rokokowego otoczenia. Bustelli nie wahał się eksperymentować z ekstremalnymi rozwiązaniami kompozycyjnymi, zderzając ze sobą figury, architekturę i naturę, składające się na coś, co zazwyczaj sprawiało wrażenie sceny z teatralnej sztuki. Jego reputację ugruntowała seria szesnastu figur z commedii dell’arte (zobacz ilustracja), „najdroższa i uważana za najbardziej śmiałą i piękną w swoim rodzaju”. Figury są zaaranżowane w pary mężczyzn i kobiet, którzy zdają się odnosić do siebie poszukując się wzrokiem. Wszystkie figury cechuje przesadny gest, spotęgowany często fałdami ubiorów. Jego twórczość jest również pełna sugestywnych erotycznych aluzji, oddawanych za pomocą mrugnięć, skinięć i fałdów implikujących seksualną gotowość.
Bustelli raczej nie brał udziału w produkcji naczyń wytwórni, bo poza figurami zachował się jedynie stworzony przez niego zegar oraz kropielnica na wodę święconą. Poza tym stworzył również kilka portretów, przy czym wyróżnia się tutaj popiersie dyrektora manufaktury w Nymphenburgu, hrabiego Sigmunda von Haimhausena (zm. 1793). Bustelli zmarł młodo, mając zaledwie 41 lat, „być może we właściwym czasie, kiedy rokoko dobiegało już swego końca, nie można sobie bowiem wyobrazić szczęśliwego połączenia jego osobliwego talentu ze stylem neoklasycznym”. Jego sztuka, wrażliwa i wykwintna, jest pełna życia i ruchu, który był zawsze jej najbardziej istotną cechą, zaś jego figury są uważane za najdoskonalsze ucieleśnienie rokoka w europejskiej porcelanie. Po śmierci Bustellego jego obowiązki modelera przejął Dominikus Auliczek (zm. 1804), ale jego twórczość nie miała prawdziwego sukcesora.
Na jego cześć nazwano planetoidę (5196) Bustelli.